# 400 mètres masculin aux Jeux olympiques d'été de 1936 (athlétisme)
Pour un article plus général, voir Athlétisme aux Jeux olympiques d'été de 1936.
Navigation
Los Angeles 1932 Londres 1948
L'épreuve du 400 mètres masculin aux Jeux olympiques de 1936 s'est déroulée les 6 et 7 août 1936 au Stade olympique de Berlin, en Allemagne. Elle est remportée par l'Américain Archie Williams.

## Résultats

### Finale
| Rang               | Athlète         | Pays            | Temps  | Notes |
| ------------------ | --------------- | --------------- | ------ | ----- |
| Médaille d'or      | Archie Williams | États-Unis      | 46 s 5 |       |
| Médaille d'argent  | Godfrey Brown   | Grande-Bretagne | 46 s 7 | AR    |
| Médaille de bronze | James LuValle   | États-Unis      | 46 s 8 |       |
| 4                  | William Roberts | Grande-Bretagne | 46 s 8 |       |
| 5                  | William Fritz   | Canada          | 47 s 8 |       |
| 6                  | John Loaring    | Canada          | 48 s 2 |       |